# Beeast
A BEEAST (ビースト) japán zenei internetes magazin, melyet a Beast Music Ltd. (株式会社ビーストミュージック) üzemeltet.

## Története
2009. április 25-én Szakurazaka Akitaró Digital Cinema Service Co., Ltd. (株式会社デジタルシネマサービス) néven megalapította a cég elődjét. 2011. február 1-jén Beast Music Ltd. (株式会社ビーストミュージック) néven megújították a vállalatot.